# ЕрАЗ-762
ЕрАЗ-762 (762A, 762Б, 762B) — малотоннажный развозной фургон, выпускавшийся Ереванским автомобильным заводом с 1966 по 1996 год, представляющий собой разновидность автомобиля  РАФ-977.

## Описание
В 1964 г. на базе микроавтобуса РАФ-977Д «Латвия» на Рижской автобусной фабрике был создан однотонный развозной фургон РАФ-977К . Ограниченные производственные мощности РАФа не позволили тогда развернуть их серийный выпуск, и его передали на ЕрАЗ — завод, масштабы которого изначально были рассчитаны на производство автопогрузчиков. Решение об использовании кузова и шасси микроавтобуса (легковых) для перевозки грузов было спонтанным и временным, также, данная модификация не рассматривалась как основной продукт — её назначение было сугубо вторичным, что предопределяло второстепенный характер и уровень её производства в Ереване, и накладывало печать побочности на весь завод. Автомобиль оказался непригоден для данной задачи: главным образом из-за плохой жёсткости кузова и перегруженности его передней части, поэтому одновременно с началом производства данного автомобиля, работники ЕрАЗ, при участии НАМИ, начали разрабатывать настоящий, собственный, автофургон ЕрАЗ-763 «Армения». По причине возникшей обратной зависимости РАФ от ЕрАЗ, для которого последний должен был поставлять некоторые кузовные элементы, до появления у РАФ следующего современного микроавтобуса (модели 2203), а также нехватки у ЕрАЗ мощностей для одновременного производства старого и нового автомобилей, запуск модели ЕрАЗ-3730 «Армения» был отложен в пользу продолжения производства неподходящего автомобиля ЕрАЗ-762. Это, в большей степени, предопределило дальнейшую плохую судьбу завода.
Модель, конструктивно принадлежащая к 1950-м годам, производилась в Ереване вплоть до 1996 года, несмотря на свою архаичность, поскольку автофургоны малой грузоподъёмности были крайне востребованы народным хозяйством. Фактически за 30-летнюю историю производства продукция завода модернизировалась незначительно.
С 1966 по 1971 годы выпускался фургон ЕрАЗ-762, который имел гладкие стенки бортов и восемь продольных гофров на крыше. С 1971 по 1976 годы выпускался фургон ЕрАЗ-762А, который получил штамповки-фальшокна на боковинах кузова, а также в дверях грузового салона (панели кузова аналогичны автобусу РАФ-977ДМ).
С 1976 по 1979 годы выпускался фургон ЕрАЗ-762Б, который получил двигатель от автомобиля ГАЗ-24-01 «Волга». Внешне отличался наличием трёх выпуклых гофрированных полос на боковинах и задней части кузова, поперечными гофрами крыши а также иной, более сложной штамповкой фальшокон. Вместо бензобака от ГАЗ-21 внедрён бак от ГАЗ-24 с низкой горловиной, поэтому её лючок опущен ниже.
С 1979 года был освоен выпуск фургона ЕрАЗ-762В. Внешне он отличался тем, что вместо трёх ярусов выпуклых полос на панелях кузова и дверях появились вогнутые подштамповки, прерывающиеся у стыков. А также появившимися отдельными фонарями указателей поворота (число задних фонарей с четырёх увеличилось до шести). В 1980-х годах световые приборы приведены в соответствие Правилам ЕЭК ООН: внедрены новые, «камазовские» подфарники, изменены рассеиватели задних фонарей, использованы «европейские» оптические элементы фар (ФГ-140). В конце восьмидесятых вместо двигателя ЗМЗ-24-01 используется модернизированный вариант ЗМЗ-4021. В 1990-х двигатель заменён на УМЗ-4178; вместо волговского бензобака внедрён уазовский (под полом слева); на части машин (особенно модификаций ВГП и ВДП) использовались алюминиевые бамперы с черными пластмассовыми закруглениями и пластмассовые облицовки радиатора. Задние фонари фургона были заменены комплектом из восьми фонарей от РАФ-22038, с соответствующей подштамповкой на кузове.
Максимум выпуска ЕрАЗов пришёлся на конец 1980-х — начало 1990-х годов. До нашего времени дошло не так много экземпляров, и в основном это автомобили последних лет существования СССР, выкупленные частными лицами у госпредприятий.
Срок эксплуатации автомобилей ЕрАЗ, как правило ограничивался от силы пятью годами, сказывалось исключительно низкое качество их изготовления в течение всего периода выпуска автомобилей. Проблемы качества продукции ЕрАЗа неоднократно поднимались на Союзном уровне, но так и не были решены.

## Конструкция
Кузов — закрытый, цельнометаллический с несущим основанием, вагонного типа, четырёхдверный. В грузовом помещении — одна боковая и одна задняя одностворчатые двери.

## Модификации
| ЕрАЗ-762    | (1966—1971)                      |
| ЕрАЗ-762А   | (1971—1976)                      |
| ЕрАЗ-762Б   | (1976—1979)                      |
| ЕрАЗ-762В   | (1979—1996)                      |
| ЕрАЗ-762ВГП | (1988—1996) — пятиместный фургон |
| ЕрАЗ-762ВДП | (1992—1996) — пятиместный пикап  |
| ЕрАЗ-762ВП  | (1996) — двуместный пикап        |
| ЕрАЗ-762Р   | — рефрижератор                   |

- ЕрАЗ-762В в Москве, 2007
- ЕрАЗ-762В, вид сзади. Москва, 2007.
- ЕрАЗ-762В, вид сзади. Днепропетровск, 2007.
- ЕрАЗ-762В в Москве, 2016
- ЕрАЗ-762ВГП. На данном экземпляре установлены неродные фальшрешётка радиатора(от ГАЗ-24), противотуманные фары и багажник на крыше.
- ЕрАЗ-762В в Одессе
- ЕрАЗ-762В в Москве, 2025